# 환적
환적은 운송품이 도착항에 도착되기 전에 당초에 선적되었던 운송기관에서 다른 운송기관으로 이전 및 재적재되는 행위를 가리키며, 환적을 증명하는 선하증권을 환적선하증권이라고 한다. 환적에는 두 가지 개념이 있는데, 하나는 같은 운송방법 내에서 하나의 운송기관에서다른 운송기관으로 이전 및 재적재되는 환적이고, 다른 하나는 서로 다른 방법의 운송기관 간에 이전 및 재적재가 발생하는 환적이다. 전자의 예를 들어보면, 부산에서 시애틀까지의 운송항로 중에 부산에서 고베까지는 경주호가 운송을 담당하고, 고베에서 시애틀까지는 마리아호가 담당하는 것인데, 고베에서 상품의 이전 및 재적재가 즉 환적이 일어난다. 후자의 경우에서는 부산에서 시카고까지 운송될 때, 부산에서 시애틀까지는 경주호가 운송을 담당하고, 시애틀에서 시카고까지는 철도기관이 운송을 담당하여 시애틀에서 환적이 발생한다. 신용장통일규칙 제4차 개정 전에는 전자만을 환적으로 보고, 후자에 대하여는 불명하였으나, 현재는 후자도 환적으로 보고 있다.